# Carlos Drummond de Andrade

Carlos Drummond de Andrade

Carlos Drummond de Andrade (Itabira, 31 oktober 1902 – Rio de Janeiro, 17 augustus 1987) was een Braziliaanse dichter. Belangrijke onderwerpen in zijn werk zijn de liefde en het dichten zelf.
De film "O Amor Natural" van Heddy Honigmann gaat over het leven en vooral over de poëzie van de Andrade.

## Werken

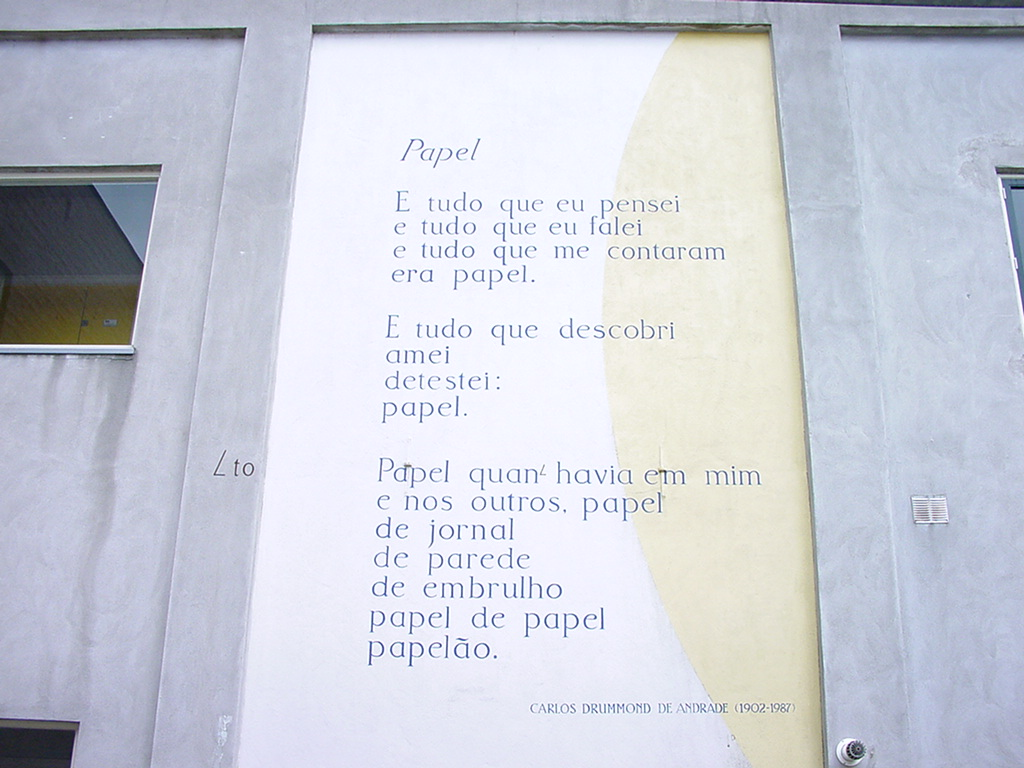
Gedicht van Drummond de Andrade op een muur in Leiden

### Poëzie
- Alguma Poesia (1930)
- Brejo das Almas (1934)
- Sentimento do Mundo (1940)
- José (1942)
- A Rosa do Povo (1945)
- Claro Enigma (1951)
- Fazendeiro do ar (1954)
- Quadrilha (1954)
- Viola de Bolso (1955)
- Lição de Coisas (1964)
- Boitempo (1968)
- A falta que ama (1968)
- Nudez (1968)
- As Impurezas do Branco (1973)
- Menino Antigo (Boitempo II) (1973)
- A Visita (1977)
- Discurso de Primavera (1977)
- Algumas Sombras (1977)
- O marginal clorindo gato (1978)
- Esquecer para Lembrar (Boitempo III) (1979)
- A Paixão Medida (1980)
- Caso do Vestido (1983)
- Corpo (1984)
- Amar se aprende amando (1985)
- Poesia Errante (1988)
- O Amor Natural (1992)
- Farewell (1996)
- Os ombros suportam o mundo
- Futebol a arte  (1970)

### Poëziebloemlezingen
- A última pedra no meu caminho (1950)
- 50 poemas escolhidos pelo autor (1956)
- Antologia Poética (1962)
- Antologia Poética (1965)
- Seleta em Prosa e Verso (1971)
- Amor, Amores (1975)
- Carmina drummondiana (1982)
- Boitempo I e Boitempo II (1987)
- Minha morte (1987)

### Kinderboeken
- O Elefante (1983)
- História de dois amores (1985)
- O pintinho (1988)

### Proza
- Confissões de Minas (1944)
- Contos de Aprendiz (1951)
- Passeios na Ilha (1952)
- Fala, amendoeira (1957)
- A bolsa & a vida (1962)
- Cadeira de balanço (1966)
- Caminhos de João Brandão (1970)
- O poder ultrajovem e mais 79 textos em prosa e verso (1972)
- De notícias & não-notícias faz-se a crônica (1974)
- Os dias lindos (1977)
- 70 historinhas (1978)
- Contos plausíveis (1981)
- Boca de luar (1984)
- O observador no escritório (1985)
- Tempo vida poesia (1986)
- Moça deitada na grama (1987)
- O avesso das coisas (1988)
- Auto-retrato e outras crônicas (1989)
- As histórias das muralhas (1989)